# ابن جبرين
عبد الله بن عبد الرحمٰن الجبرين (1933م - 13 يوليو 2009م ) (1352 هـ - 20 رجب 1430 هـ) عالم دين سعودي وفقيه إسلامي، حاصل على درجة الدكتوراه في الفقه وأصوله، من مواليد قرية محيرقة في مدينة القويعية. وله العديد من الدروس والمحاضرات والمؤلفات، توفي في مستشفى الملك فيصل التخصصي بالرياض يوم الاثنين 20 رجب 1430 هـ عن عمر يقارب 77 سنة بعد أن عانى من المرض.

## نسبه ونشأته
هو عبد الله بن عبد الرحمن بن عبد الله بن إبراهيم بن فهد بن حمد بن جبرين من آل رشيد من قبيلة بني زيد، ولد في سنة اثنين وخمسين وثلاثمائة وألف من الهجرة النبوية، في بلدة محيرقة، وهي إحدى قرى القويعية، وأخواله المسهر المشهورون هناك وهم من آل جبرين، جده لأمه يلقب بمسهر، واسمه عبد الرحمن بن محمد بن سليمان عبد الله بن عثمان بن محمد بن عبد الله بن رشيد، فعثمان أخو جبرين.
ابتدأ التعليم في عام 1359هـ، وأتقن القرآن وسنه اثنا عشر عامًا وتعلم الكتابة وقواعد الإملاء ثم ابتدأ في الحفظ وأكمله في عام 1367هـ، وقد قرأ على أبيه وبعد أن أكمل حفظ القرآن ابتدأ في القراءة على شيخه الثاني بعد أبيه، وهو الشيخ عبد العزيز بن محمد الشثري المعروف بأبي حبيب وكان جل القراءة عليه في كتب الحديث كما قرأ كتاب التوحيد الذي هو حق الله على العبيد، وقرأ في الفقه الحنبلي وكذا قرأ في كتب أخرى في الأدب والتاريخ والتراجم، واستمر إلى أن انتقل أول عام 1374هـ مع شيخه أبي حبيب إلى الرياض وانتظم طالباً في معهد إمام الدعوة العلمي فحصل على الشهادة الثانوية عام 1377هـ، وكان ترتيبه الثاني بين الطلاب الناجحين، ثم انتظم في القسم العالي في المعهد المذكور ومنح الشهادة الجامعية عام 1381هـ، وكان ترتيبه الأول بين الطلاب الناجحين.
بدأ في طلب العلم منذ عام 1359 هـ، وأنهى الدراسة الثانوية في عام 1377 هـ في معهد إمام الدعوة العلمي، والجامعية في عام 1381 هـ، وشهادة الماجستير في عام 1390 هـ والدكتوراه في الفقه وأصوله في عام 1407 هـ.

## حياته العلمية

### في الرين
بدأ الشيخ عبد الله بن جبرين طلب العلم منذ نعومة أظفاره، وقد لقنه والده القرآن وعمره ست سنين، وحين أصبح عمره 9 سنوات قرأ على والده الأربعون النووية وعمدة الأحكام وبعض المواضع من كتاب الوابل الصيب وكتاب الصلاة لابن القيم وغيرها، كما حفظ القرآن كاملاً وهو ابن 12 عاماً. وقد بدأ ابن جبرين بطلب العلم على يد الشيخ عبد العزيز الشثري أبو حبيب وقرأ عليه تفسير ابن كثير والبداية والنهاية وصحيح البخاري ومسلم ومختصر سنن أبي داوود، وكانت كلها قراءة سريعة. وقد صحب ابن جبرين شيخه أبا حبيب خلال هذه الفترة إلى الحج مرتين، كانت الأولى في عام 1369هـ وهي أول حجة له.

### الانتقال من الرين إلى الرياض
في عام 1374 انتقل الشيخ عبد الله من بلدة الرين إلى مدينة الرياض مع شيخه عبد العزيز الشثري أبو حبيب، وقد رافق ابن جبرين شيخه في الرياض حتى توفاه الله في عام 1384هـ. وقد درس ابن جبرين في الرياض على يد الشيخ محمد بن إبراهيم في الحديث والنحو والصرف والمصطلح وأصول الفقه وغيرها من العلوم. وفي المساء يذهب ابن جبرين لحضور دروس الشيخ عبد العزيز بن باز بعد العصر وبعد المغرب في الجامع الكبير ابتداء من عام 1374. وكذلك حضر ابن جبرين في الرياض مجالس الشيخ عبد الله بن حميد واستفاد كثيراً منه في الأحكام والقصص والعبر والتاريخ. وفي سنة 1375هـ بدأ ابن جبرين بقراءة في الأصول على الشيخ محمد الأمين الشنقيطي.

### التعليم النظامي
عندما قدم الشيخ عبد الله بن جبرين إلى الرياض في عام 1374هـ فتح بعده بفترة المعهد العلمي، وانتظم فيه خلق كثير، إلا أن الشيخ محمد بن إبراهيم رأى أن في المعهد العلمي موادَّ غير مناسبة لجميع الطلبة كعلم الجغرافيا والمطالعة والإملاء والمحفوظات وغيرها، وقرر إنشاء معهد جديد متخصص في العلوم الشرعية ويشتمل على 10 فنون منها التوحيد والعقيدة والفقه وأصول الفقه والحديث والمصطلح والتفسير وغيرها. وقد تم تأسيس هذا المعهد والذي أسماه «معهد إمام الدعوة» وكان مقره بجوار المحكمة الكبرى القديمة بالرياض. وقد تخرج الشيخ عبد الله ابن جبرين محمد معهد إمام الدعوة بترتيب الثاني على دفعته في المعهد. وقد كان الشيخ محمد بن إبراهيم معجبًا بابن جبرين، وقد طلبه لتولي القضاء، إلا أن الشيخ عبد الله رفض ذلك واعتذر بالدراسة والشوق لها، وأنه يريد أن يكمل مسيرته العلمية.

### شهادة الماجستير
في عام 1388هـ انتظم الشيخ عبد الله في المعهد العالي للقضاء لدراسة الماجستير، ودرس فيه ثلاثة سنوات حتى عام 1390هـ، حيث مُنح درجة الماجستير بتقدير ممتاز مع مرتبة الشرف الأولى، وكان عمره آنذاك 41 عاماً. ومن أشهر من درسه في المعهد العالي للقضاء الشيخ عبد الرزاق عفيفي، والشيخ عبد الله بن محمد بن حميد، والشيخ محمد الأمين الشنقيطي. وقد كانت عنوان رسالته: «أخبار الآحاد في الحديث النبوي»، وأشرف عليها الشيخ عبد الرزاق عفيفي، وقد ناقش ابن جبرين في رسالته الشيخ مناع القطان والشيخ حسنين مخلوف، وقد تم طبعه في عام 1408هـ في مطابع دار طيبة.

### شهادة الدكتوراه
في عام 1400هـ سجل الشيخ عبد الله بن جبرين في كلية الشريعة لدراسة الدكتوراه، وانتهى منها في عام 1407هـ، وقد حصل على شهادة الدكتوراه ومُنح الدرجة بامتياز مع مرتبة الشرف الأولى، وقد حصل عليها وعمره 58 عاماً. وقد كان المشرف على رسالته الشيخ عبد الله الركبان، وكانت لجنة المناقشة مكونة من الشيخ عبد العزيز آل الشيخ (مفتي السعودية حالياً)، والشيخ صالح بن محمد اللحيدان (رئيس مجلس القضاء الأعلى سابقاً). وقد كانت رسالة الدكتوراه بعنوان: «تحقيق الزركشي على مختصر الخرقي».

## عقيدته
يًصدق بأن الله تعالى هو الرب الخالق المالك المتصرف، وهو المنعم المتفضل على عباده، وهو المستحق لجميع أنواع العبادة من الذل والخضوع والدعاء والاستغاثة والتوكل والخوف والرجاء والخشوع والخشية والإنابة والاستعانة والركوع والسجود والرغبة والرهبة وغير ذلك، وهكذا عليه أن يصدق برسالة الرسل وصدقهم، وأن خاتمهم وآخرهم وأفضلهم محمد صلى الله عليه وسلم، وأن رسالته عامة لجميع الثقلين، وأن شرعته باقية إلى قيام الساعة، ويُصدق بما بعد الموت وبالجزاء على الأعمال، وبالجنة والنار، وبكل ما أخبر الله به عن اليوم الآخر من الجمع والحشر والحساب والحوض والميزان. ويؤمن بكل ما وصف الله به نفسه، ووصفه به رسوله ﷺ من صفات الكمال، ونعوت الجلال، وتنزيهه عن صفات النقص، والمرجع في ذلك إلى كتاب الله تعالى، وسنة الرسول صلى الله عليه وسلم، ويُصدق بأن القرآن كلام الله، نزل به الروح الأمين على قلب محمد، وأن الله تولى حفظه، وأن محمداً قد بلغه وبينه، وأن الصحابة حفظوه ودونوه، وحفظوا السنة وبلغوها، ويًصدق بأن الصحابة هم خيرة هذه الأمة وصفوتها، وهم الأمناء على وحي الله وعلى شرعه، وأنهم نقلوا إلينا ما تحملوا عن النبي ﷺ قولاً وفعلاً، حتى وصل إلى هذا الزمان، ويُؤمن بما قدره الله وقضاه، مع العمل بالأسباب، وفعل ما أصدره الله عليه من الأعمال، ويعتقد أنه لا يدخل الجنة بعمله إلا أن يتغمده الله برحمته.

## مذهبه الفقهي
كان الشيخ عبد الله بن جبرين قد درس وتتلمذ على مشايخه الذين كانوا منتسبين إلى مذهب الإمام أحمد بن حنبل، وكانوا لا يخرجون عنه غالبًا. ولقد اقتصر ابن جبرين على هذا المذهب، وأكثر من قراءة كتب الحنابلة وشروحها والتعليق عليها، وفي التدريس كانت عنايته بكتب المذهب الحنبلي. وبالرغم من تعمق الشيخ ابن جبرين في المذهب الحنبلي وتدريسه له، فهو متوسع في الإطلاع على الحديث والأدلة وأقوال الفقهاء، وكان يربط بينها ويحلل ثم يختار القول الصحيح، حتى لو خالف بعض آراء مشايخه. وهو يرى أن الاختلاف الواقع بين الأئمة الأربعة سببه الاجتهاد في الوقائع والحوادث، لأن العالم يفتي بما ظهر له، وقد ثبت عن كل واحد منهم الرجوع إلى الحق، ونهوا عن تقليدهم إذا اتضح أن الدليل مخالف لأقوالهم.

## شيوخه
- الشيخ محمد بن إبراهيم آل الشيخ مفتي المملكة العربية السعودية الأول.
- الشيخ عبد العزيز بن باز مفتي المملكة العربية السعودية الثاني.
- الشيخ عبد الله بن محمد بن حميد عضو هيئة كبار العلماء.
- الشيخ عبد الرزاق عفيفي عضو هيئة كبار العلماء.
- الشيخ عبد العزيز بن محمد الشثري.
- الشيخ صالح بن مطلق.
- الشيخ إسماعيل بن محمد الأنصاري.
- الشيخ عبد العزيز بن ناصر بن رشيد.
- الشيخ حماد بن مجد الأنصاري.
- الشيخ محمد البيحاني.
- الشيخ عبد الحميد عمار الجزائري.[11]

## مؤلفاته
1. أخبار الآحاد في الحديث النبوي.
2. التدخين مادته وحكمه في الإسلام.

كتاب قواعد الرقية الشرعية للمؤلف الشيخ عبدالله بن محمد عبدالرحمن السدحان ، وتقديم الشيخ عبدالله عبدالرحمن الجبرين

3. الجواب الفائق في الرد على مبدل الحقائق.
4. الشهادتان معناهما وما تستلزمه كل منهما.
5. البدع المنتشرة لدى الحجاج والمعتمرين
6. حقيقة الحجاب والغيرة على الأعراض
7. حوار حول الاعتكاف
8. حوار رمضاني
9. خواطر رمضانية
10. ذم اتباع الهوى
11. رسائل مفيدة في الصلاة والحج
12. شرح أصول السنة
13. الدعوة إلى الله
14. شرح العقيدة الواسطية
15. شفاء العليل
16. شهر رمضان - استقباله - قيامه - أصناف الناس فيه
17. طلب العلم وفضل العلماء
18. فتاوى الزكاة
19. فتاوى رمضانية
20. فتاوى في التوحيد
21. فتاوى في الطهارة
22. فتاوى في المسح على الخفين
23. فتاوى في سجود التلاوة
24. فتاوى في صلاة الاستخارة
25. فتاوى في صلاة الكسوف والخسوف
26. فتاوى وأحكام في نبي الله عيسى
27. فتن هذا الزمان
28. البدع والمحدثات في العقائد والأعمال
29. فصول ومسائل تتعلق بالمساجد
30. فضل الصحابة وذم من عاداهم
31. فوائد من شرح منار السبيل [ثلاثة أجزاء]
32. محرمات متمكنة في الأمة
33. مسألة محيرة
34. (60) سؤالاً في المسح على الخفين
35. (70) مخالفة تقع فيها النساء
36. فتاوى وتوجيهات لكل فتاه
37. حقيقة الالتزام
38. أحكام المسابقات التجارية
39. أخبار الآحاد
40. آداب الصيام
41. الإجابات البهية في المسائل الرمضانية
42. الأجوبة الفقهية على الأسئلة التعليمية التربوية
43. الآداب والأخلاق الشرعية
44. الإرشاد شرح لمعة الاعتقاد
45. الإسلام بين الغلو والجفاء
46. الإعلام بكفر من ابتغى غير الإسلام
47. الأمانة
48. التدخين
49. الثمرات الجنية
50. الجهل وآثاره السيئة
51. الجواب الفائق في الرد على مبدل الحقائق
52. الحج منافعه وآثاره [طبعة ثانية]
53. الحسد
54. السراج الوهاج للمعتمر والحاج
55. الشباب والفراغ
56. الشهادتان ومعناهم وما تستلزم كل منهما
57. السلف الصالح بين العلم والإيمان
58. الصلاة والحج
59. الصيام آداب وأحكام
60. العلم فضله وآدابه ووسائله
61. الفتاوى الجبرينية
62. الفتاوى النسائية
63. القمار - حكمه وأدلة تحريمه
64. الكسب الحلال - أهميته وآثاره
65. الكنز الثمين
66. اللؤلؤ المكين
67. الولاء والبراء
68. جمال رفيعة حول كمال الشريعة
69. حاجة البشر إلى الأمر بالمعروف والنهي عن المنكر
70. الإسلام بين الإفراط والتفريط
71. أخبار الآحاد [رسالة ماجستير]
72. شرح الزركشي على مختصر الخرقي [رسالة دكتوراة]

## وفاته
توفي الساعة الثانية من ظهر يوم الاثنين 20 رجب 1430 هـ الموافق 13 يوليو 2009 عن عمر يناهز 80 سنة في مستشفى الملك فيصل التخصصي بالرياض، وقد نعاه الديوان الملكي السعودي في البيان التالي:
وصلي على الشيخ بجامع الإمام تركي بن عبد الله بمدينة الرياض وشهد الجنازة الآلاف من مشيعيه ومحبيه ودفن في مقبرة العود بمدينة الرياض.